# Fulvio Bonavitacola
Fulvio Bonavitacola (Salerno, 18 novembre 1957) è un politico italiano, dal 10 luglio 2015 vicepresidente della Regione Campania.
È stato vicesindaco di Salerno e deputato alla Camera dal 29 aprile 2008 al 29 luglio 2015 per due legislature (XVI, XVII).

## Biografia
Nel 1973 s'iscrisse alla Federazione Giovanile Comunista Italiana, l'organizzazione giovanile del Partito Comunista Italiano, della quale nel 1977 divenne segretario provinciale a Salerno. A metà degli anni '70 fu attivo anche nel movimento studentesco, assumendo le funzioni di responsabile provinciale degli organismi studenteschi autonomi. Nel 1984 si è laureato in giurisprudenza all'Università degli Studi di Salerno con 110/110 e lode e dal 1986 è avvocato, specializzato in diritto amministrativo. 
Dal 2001 al 2009 è stato presidente della neonata Autorità Portuale di Salerno e in tale veste ha assunto la presidenza della "Mediterranean Ports Community", un raggruppamento europeo di interesse economico tra i porti di Salerno, Livorno, Tarragona, Baleari, Cartagena, Tolone, Bastia, Sète. L’11 maggio 2019 ha ricevuto la cittadinanza onoraria del Comune di Montella.

### Attività politica
Dal 1980 al 1992 è stato consigliere comunale a Salerno, eletto con il PCI. Con il sindaco Vincenzo Giordano, sostenuto da una coalizione laica e di sinistra, ha ricoperto il ruolo di assessore dal 1987 al 1992, dapprima ai lavori pubblici, alla viabilità ed al sistema dei trasporti e successivamente ai lavori pubblici ed alle grandi infrastrutture. Di Giordano, dal 1989, è stato anche vicesindaco. Nel 1991, con la svolta della Bolognina, è confluito nel Partito Democratico della Sinistra, e nel 1998 nei Democratici di Sinistra.

#### Elezione a deputato
Alle elezioni politiche del 2008 è stato eletto alla Camera dei deputati tra le liste del PD nella circoscrizione Campania 2, diventando  componente della 9ª Commissione Trasporti, poste e Telecomunicazioni. Durante la XVI legislatura è stato presentatore e cofirmatario di numerosi progetti di legge, personalmente redigendone, tra i più significativi, due per il superamento dell'emergenza rifiuti in Campania presentati tra il 2008 e il 2009.
Rieletto alle elezioni politiche del 2013, sempre per il PD nella circoscrizione Campania 2, nel corso della XVII legislatura è stato componente della 5ª Commissione Bilancio, Tesoro e Programmazione, della 11ª Commissione Lavoro pubblico e privato e della Commissione giurisdizionale per il personale. Nel aprile 2014 è stato relatore per la Commissione Bilancio sull'accordo Italia-UE per il ciclo di programmazione dei fondi strutturali 2014-2020, con formulazione di parere al Governo approvato dalla Commissione all'unanimità. Il 10 ottobre 2014 presenta alla camera una proposta di legge (l'unica come primo firmatario) che avrebbe cancellato l'abuso d'ufficio dall'elenco dei reati per i quali possono scattare le sanzioni della legge Severino, ma non verrà né discussa né tanto meno approvata.

### Vicepresidenza della Regione Campania

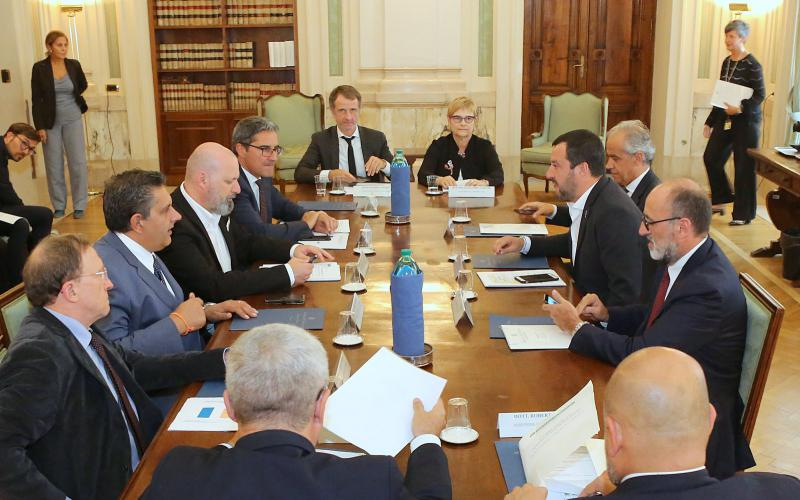
Bonavitacola, con una rappresentanza della Conferenza delle Regioni e delle Province autonome, durante un incontro con il ministro dell'Interno Matteo Salvini al Viminale.

Il 6 luglio 2015 viene nominato vicepresidente della regione Campania con deleghe regionali alle politiche ambientali, all'urbanistica e alle politiche ambientali dal neo presidente della regione Vincenzo De Luca, di cui è avvocato e al quale è politicamente legato sin dagli anni ottanta. Il 25 luglio dello stesso anno ha pertanto rassegnato le dimissioni dalla Camera, per incompatibilità di ruoli, venendo sostituito da Antonio Cuomo. Da settembre 2015 ha coordinato la Commissione infrastrutture, trasporti e governo del territorio della Conferenza delle Regioni italiane. Nel 2018 ha lasciato la delega all'urbanistica al neo-assessore Bruno Discepolo. Nello stesso anno ha assunto le funzioni di coordinatore della cabina di regia per l’organizzazione delle Universiadi 2019 a Napoli.
Il 27 ottobre 2020 viene riconfermato come vicepresidente della Regione Campania e assessore all'ambiente nella seconda giunta regionale Campana di Vincenzo De Luca, ottenendo le deleghe alla firma delle procure e dei mandati alle liti agli avvocati incaricati del patrocinio e difesa in giudizio della Regione Campania e ai rapporti con l’avvocatura regionale.
Alle elezioni politiche anticipate del 2022 viene ricandidato alla Camera nel collegio uninominale Campania 2 - 06 (Salerno), sostenuto dalla coalizione di centro-sinistra in quota PD, raccogliendo il 26,39% dei voti e venendo sconfitto dal candidato di centro-destra, in quota Noi Moderati, Giuseppe Bicchielli (36,32%).

## Vicende giudiziarie

### Tangentopoli
Durante l'inchiesta e il periodo di Tangentopoli, nel '92, su richiesta del pm Michelangelo Russo, fu arrestato assieme al sindaco di Salerno Vincenzo Giordano, metà della sua giunta e il consigliere comunale di Salerno democristiano Aniello Salzano. L'accusa era: abuso d'ufficio, falso e turbativa d'asta per tangenti sugli appalti del Trincerone ferroviario. Successivamente dopo alcuni anni, fu assolto con formula piena dal processo assieme a Giordano e Salzano.

### XXX Universiadi
A novembre 2019 viene indagato dalla procura di Napoli per corruzione assieme all'imprenditore alberghiero Rocco Chechile, con il quale ha un rapporto di amicizia di vecchia data, che riguarda l'ospitalità all'albergo Grand Hotel Salerno (di cui è proprietario Chechile) degli atleti durante le XXX Universiadi dello stesso anno, e i rapporti tra privati e rappresentanti delle istituzioni nella organizzazione e gestione dell'evento. Gli investigatori hanno acquisito alcune ricevute di pagamento intestate alla moglie di Bonavitacola, oltre alle liste dei nominativi dei clienti alloggiati nell'albergo per verificare il tutto, e che abbia, effettivamente, prenotato nella struttura senza che venisse poi data comunicazione della sua presenza.
Nel 2022 procedimento giudiziario relativo alle Universiadi è stato archiviato per assenza di prove.

### Omissione d'ufficio
A febbraio 2020 viene indagato dalla procura di Napoli assieme ad altre 22 persone, tra cui l'assessore all'ambiente ed ex vicesindaco del comune di Napoli Raffaele Del Giudice, per omissione di atti d'ufficio per presunte inadempienze nella gestione del ciclo integrato dei rifiuti, da parte degli enti locali, che hanno causato sanzioni per 190000000 € nei confronti dell'Italia da parte dell'Unione Europea.
Il procedimento penale viene archiviato nell'ottobre del 2022: il pool di magistrati della Procura di Napoli ha escluso l'esistenza di ogni reato nella condotta degli indagati, affermando come i rallentamenti nella gestione del ciclo integrato dei rifiuti fossero da ricondurre esclusivamente alle lungaggini amministrative e al complesso iter burocratico per la creazione di impianti di compostaggio. Gli inquirenti hanno anche sottolineato l'esistenza di un trend complessivamente positivo e in aumento rispetto alla gestione della raccolta differenziata in Campania.